# Krajnik Dolny

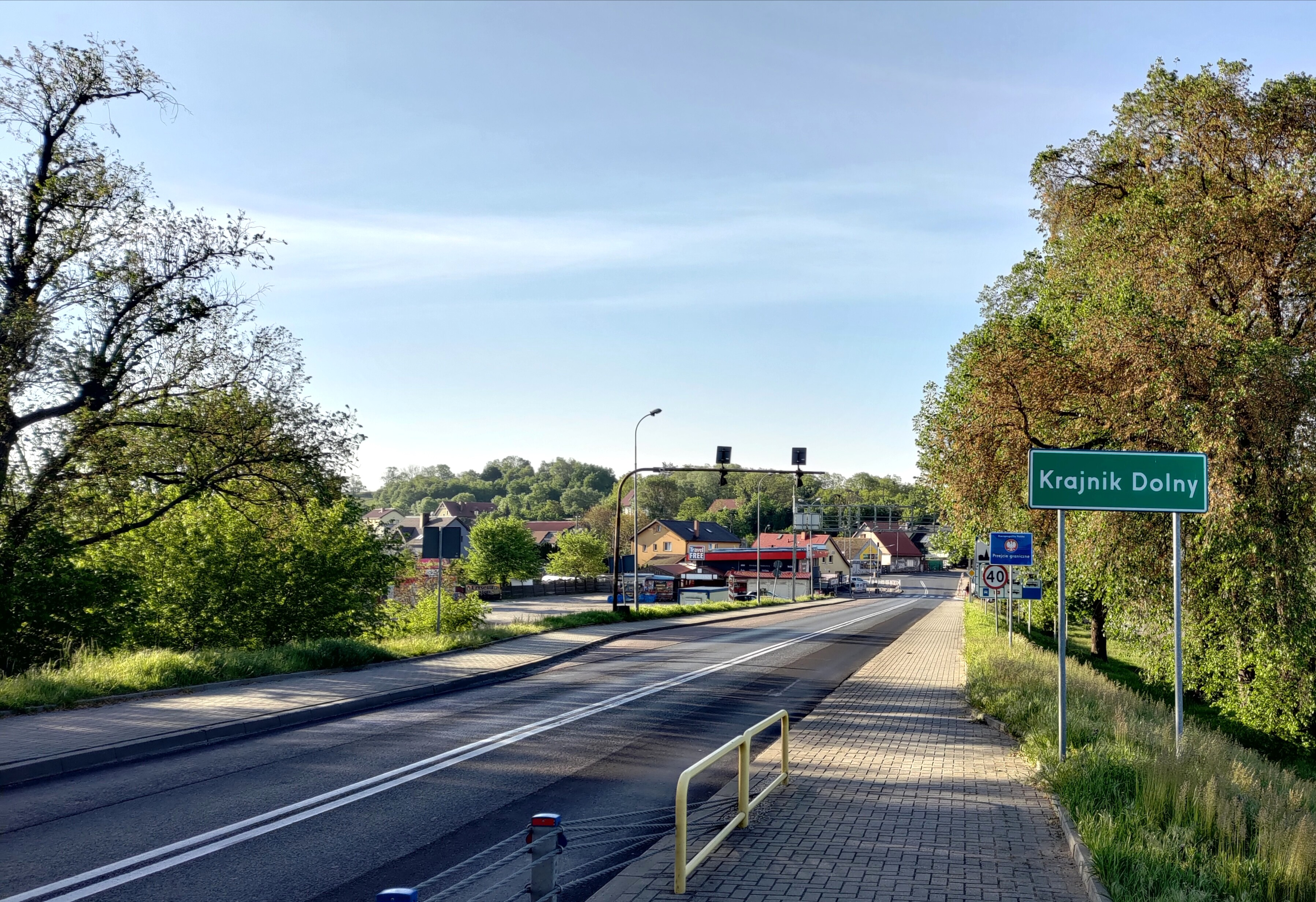
Ortseingang Krajnik Dolny von Westen

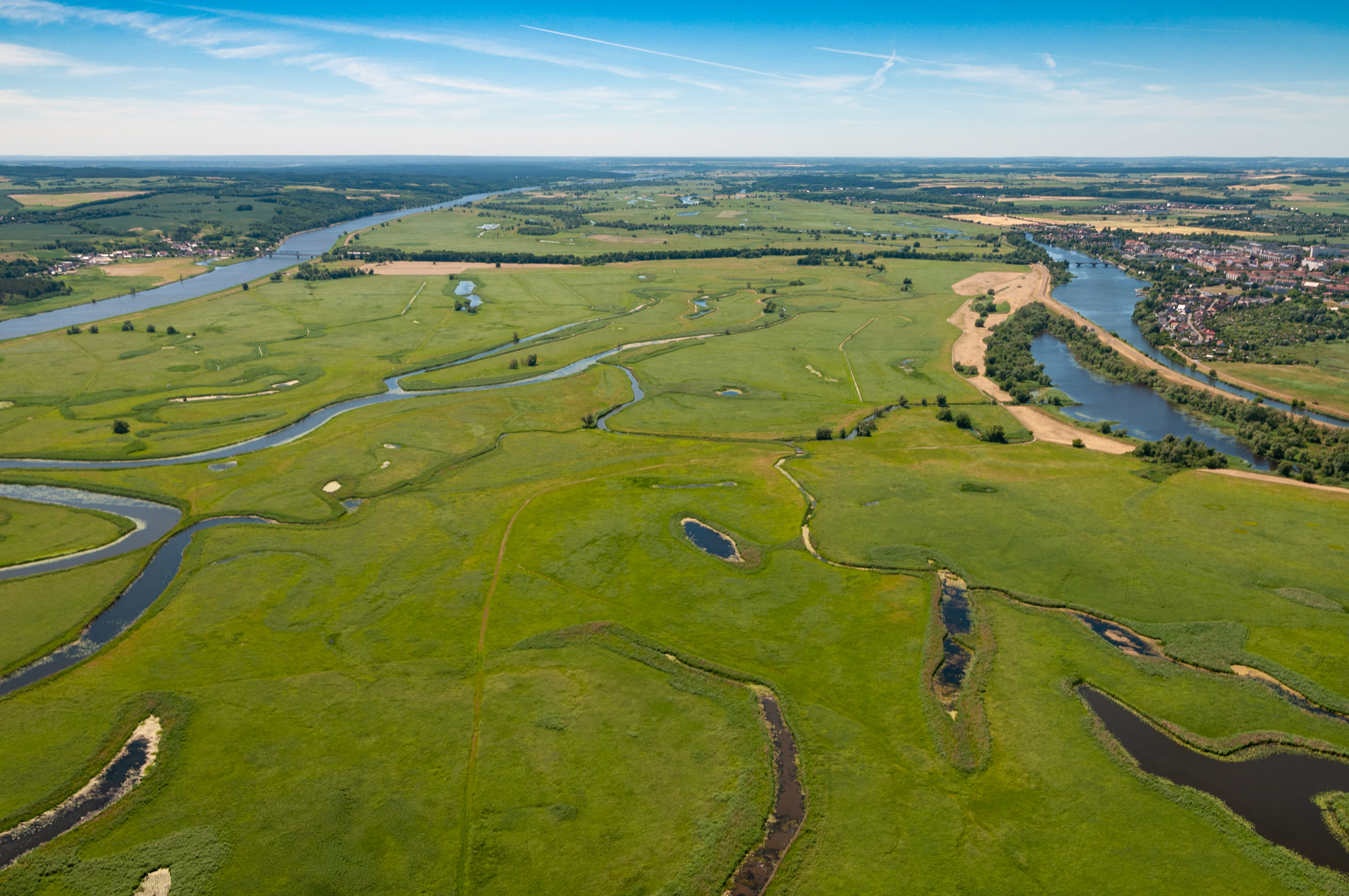
Krajnuk Dolny (links) und Schwedt (rechts)

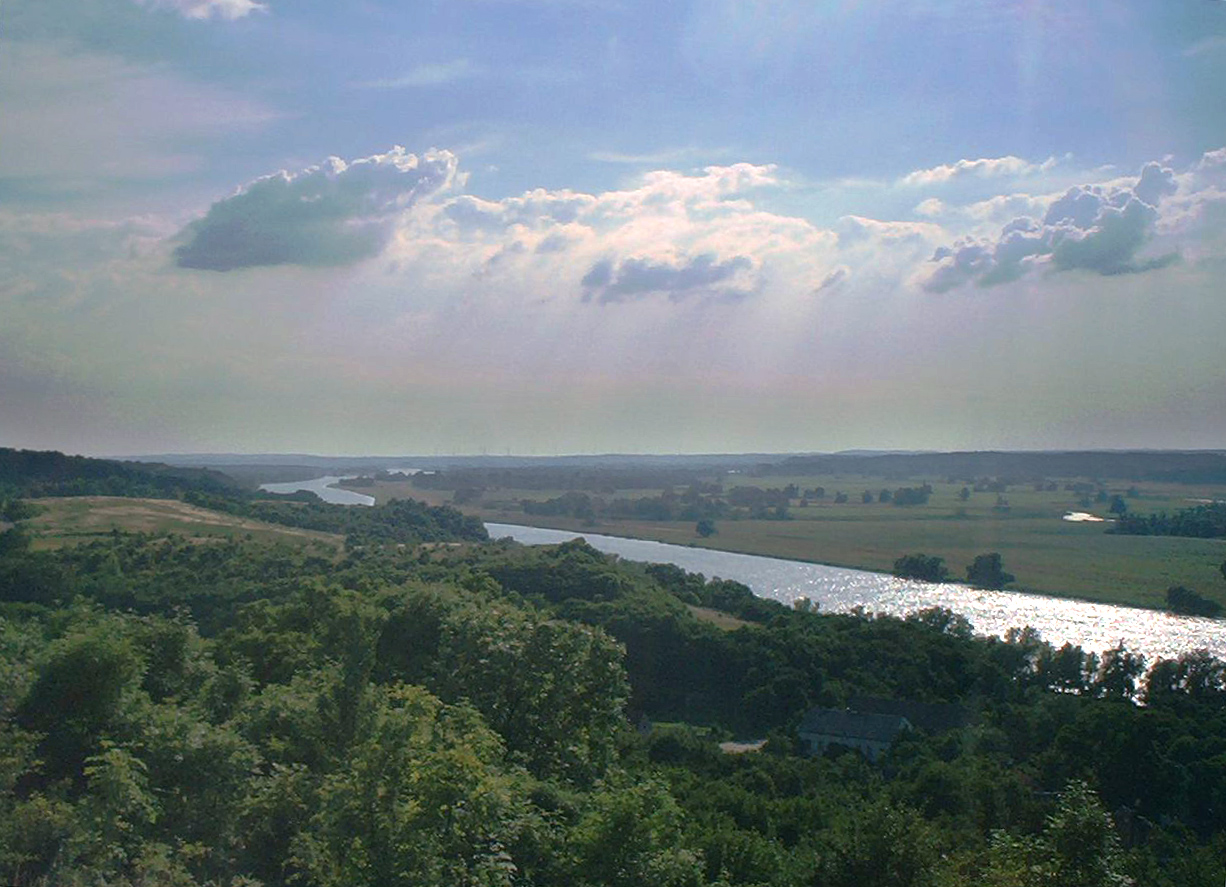
Blick von Krajnik Dolny auf das untere Odertal

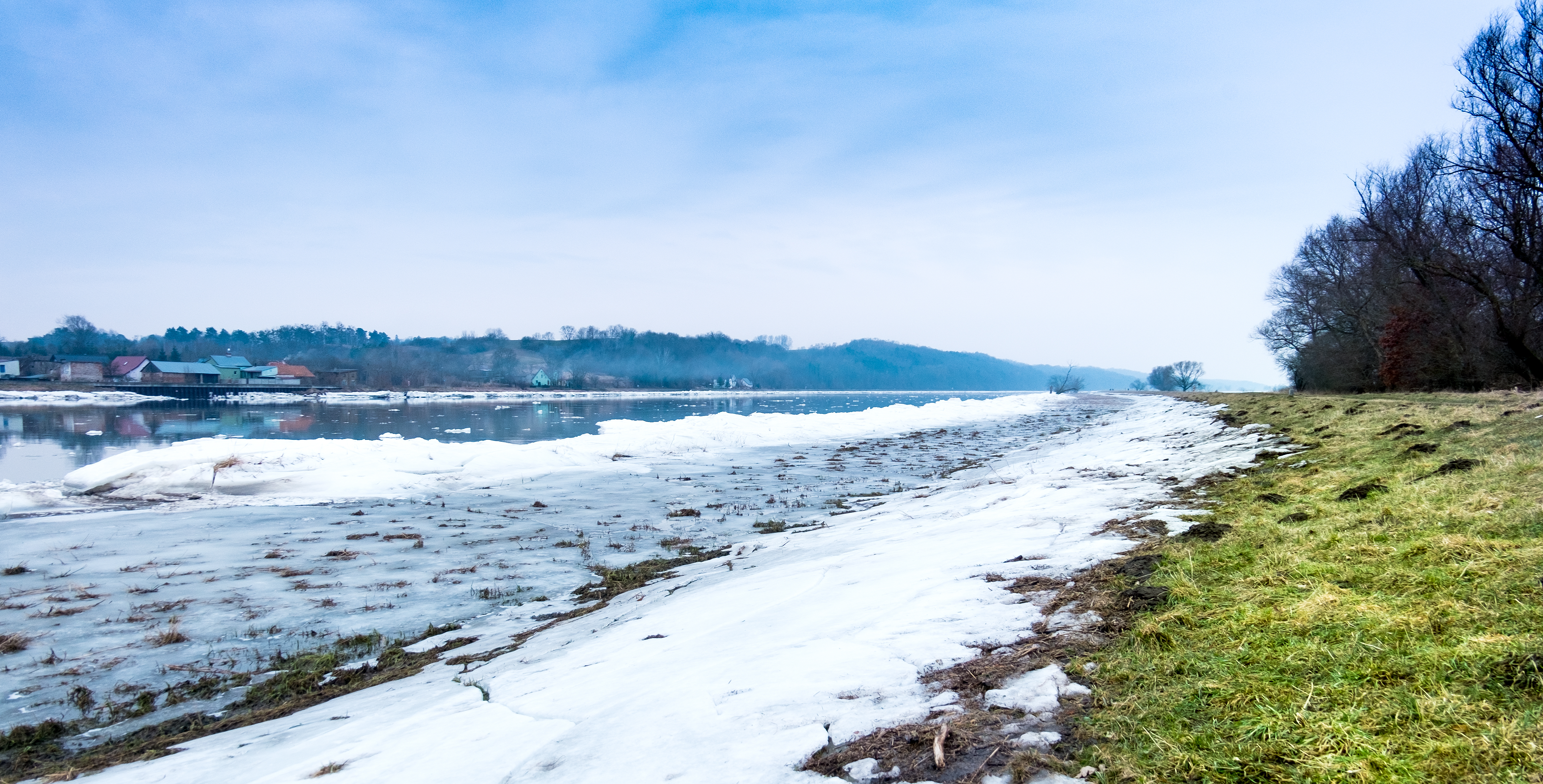
Die Oder, Grenze zwischen Deutschland und Polen

Krajnik Dolny [Krainik dɔlnɨ] (deutsch Niederkränig) ist ein Dorf in der Woiwodschaft Westpommern in Polen. Es gehört zur Stadt-und-Land-Gemeinde Chojna (Königsberg in der Neumark) im Powiat Gryfiński.
Das Dorf liegt am Ostufer der Oder unmittelbar an der Staatsgrenze zur Bundesrepublik Deutschland, gegenüber der brandenburgischen Stadt Schwedt/Oder. Es liegt etwa 10 Kilometer nordwestlich von Chojna, 27 km südwestlich von Gryfino (Greifenhagen) und 47 km südwestlich von Stettin.
Niederkränig gehörte bis 1945 zu Deutschland, zuletzt seit 1816 zum Landkreis Königsberg Nm. in der Provinz Brandenburg. Nach dem Zweiten Weltkrieg kam es, wie ganz Ostbrandenburg, an Polen.
Das Dorf ist durch die deutsche Buslinie 492 mit der brandenburgischen Stadt Schwedt und mit dem polnischen Gemeindezentrum Chojna verbunden. Die Buslinie 492 ist – auch auf polnischer Seite – tariflich in den Verkehrsverbund Berlin-Brandenburg integriert.
Außerdem verläuft durch Krajnik Dolny die Droga krajowa 26, die nach der polnisch-deutschen Grenze in die Bundesstraße 166 übergeht. Die Droga wojewódzka 122 beginnt hier und führt nach Piasecznik.

## Sport
Der UKS Grom Krajnik Dolny spielt im Fußball in den unterklassigen Ligen des polnischen Ligasystems.